# Елія Соза
Елія Соза  (порт. Hélia Rogério de Souza на прізвисько Фофан, порт. Fofão, 10 березня 1970) — бразильська волейболістка, олімпійська чемпіонка.

## Виступи на Олімпіадах
| Олімпіада      | Дисципліна | Місце |
| -------------- | ---------- | ----- |
| Барселона 1992 | волейбол   | 4     |
| Атланта 1996   | волейбол   | 3     |
| Сідней 2000    | волейбол   | 3     |
| Афіни 2004     | волейбол   | 4     |
| Пекін 2008     | волейбол   | 1     |